# こちら夢スタジアム
『こちら夢スタジアム』（こちらゆめスタジアム）は、1988年4月から1989年3月まで日本テレビ系列局で放送されたスポーツをテーマにしたトークバラエティ番組。放送時間は毎週金曜 19時30分 - 20時00分 (JST) 。

## 出演者

### 司会
- 関口宏

### コメンテーター
- 江川卓
- ほか

### ゲスト
スポーツがテーマということで、ゲストには現役のスポーツ選手やプロ野球選手、元スポーツ選手でのちに解説者となった人物などを迎えていた。
特にソウルオリンピックの開催年ということもあり、オリンピック前は代表候補選手の紹介とその競技の魅力を紹介する内容であった。

## 後番組も「スタジアム」
番組は1989年3月に終了したが、その後も日本テレビ系列局では「スタジアム」の名を冠したバラエティ番組群が放送された。中でも、後番組の『面白スタジアム』では引き続き江川卓がレギュラーを務めていたほか、関口に代わりコロッケと小牧ユカが江川のパートナーとして出演していた（小牧は後に井森美幸と交替）。しかし、その次の番組『極楽スタジアム』では前番組からコロッケを残し美川憲一・生島ヒロシ・高橋由美子に変更されており、内容もスポーツ中心の内容から芸能中心の内容へと変わった。